# Huehuetla (Hidalgo)
Esta página se refiere a una localidad. Para el municipio homónimo véase Municipio de Huehuetla (Hidalgo)
Huehuetla (del náhuatl: Wewehtlan ‘Lugar de los ancianos’) es una localidad mexicana, cabecera del municipio de Huehuetla en el estado de Hidalgo.

## Toponimia
El nombre de Huehuetla proviene de la lengua náhuatl y se traduce como weweh "viejo" y -tlan "lugar donde abunda", o sea "lugar de ancianos". Se dice que antes se llamó Huehuetlán. Otra versión es que proviene del vocablo wewehtsotl que significa el "dios viejo" o "dios del pueblo".

## Historia
Durante la época prehispánica Huehuetla pertenecía al Señorío de Tutotepec. Para 1521 esta región fue ocupada por los españoles. Para 1640 es cuando se cree que se fundó la población de Huehuetla. El 26 de abril de 1827, el decreto n.º 21, le concede instalar  ayuntamiento a Huehuetla. El 13 de marzo de 1828, se consigna Huehuetla como ayuntamiento perteneciente al partido de Tulancingo de la prefectura del mismo nombre. El 1 de mayo de 1891, por el decreto n.º 602, el municipio de Huehuetla queda segregado del distrito de Tulancingo para erigir el de Tenango de Doria.

## Geografía
Se encuentra ubicado en la región Sierra de Tenango; Le corresponden las coordenadas geográficas 20°27′37.1″ de latitud norte y 98°4′42.328″ de longitud oeste, con una altitud de 424 m s. n. m.
Su terreno es de sierra principalmente; y se encuentra en la provincia fisiográfica de la Sierra Madre Oriental, y dentro de la subprovincia del Carso Huasteco. En lo que respecta a la hidrología se encuentra posicionado en la región Tuxpan-Nautla; dentro de la cuenca del río Tuxpan, y en la subcuenca del río Pantepec.

### Clima
El clima es semicálido húmedo con lluvias todo el año, presentando una temperatura media anual de 21 °C y una precipitación pluvial de 2422 milímetros cúbicos por año.
| Parámetros climáticos promedio de Huehuetla   | Parámetros climáticos promedio de Huehuetla | Parámetros climáticos promedio de Huehuetla | Parámetros climáticos promedio de Huehuetla | Parámetros climáticos promedio de Huehuetla | Parámetros climáticos promedio de Huehuetla | Parámetros climáticos promedio de Huehuetla | Parámetros climáticos promedio de Huehuetla | Parámetros climáticos promedio de Huehuetla | Parámetros climáticos promedio de Huehuetla | Parámetros climáticos promedio de Huehuetla | Parámetros climáticos promedio de Huehuetla | Parámetros climáticos promedio de Huehuetla | Parámetros climáticos promedio de Huehuetla |
| Mes                                           | Ene.                                        | Feb.                                        | Mar.                                        | Abr.                                        | May.                                        | Jun.                                        | Jul.                                        | Ago.                                        | Sep.                                        | Oct.                                        | Nov.                                        | Dic.                                        | Anual                                       |
| --------------------------------------------- | ------------------------------------------- | ------------------------------------------- | ------------------------------------------- | ------------------------------------------- | ------------------------------------------- | ------------------------------------------- | ------------------------------------------- | ------------------------------------------- | ------------------------------------------- | ------------------------------------------- | ------------------------------------------- | ------------------------------------------- | ------------------------------------------- |
| Temp. máx. abs. (°C)                          | 44.0                                        | 39.0                                        | 40.5                                        | 43.0                                        | 42.5                                        | 40.0                                        | 44.0                                        | 38.0                                        | 40.0                                        | 43.0                                        | 44.0                                        | 46.0                                        | 34.0                                        |
| Temp. máx. media (°C)                         | 24.7                                        | 26.5                                        | 28.1                                        | 30.8                                        | 32.0                                        | 32.5                                        | 31.2                                        | 31.6                                        | 30.1                                        | 29.1                                        | 27.4                                        | 24.7                                        | 29.1                                        |
| Temp. media (°C)                              | 19.3                                        | 20.5                                        | 22.2                                        | 24.3                                        | 25.9                                        | 26.5                                        | 26.0                                        | 26.1                                        | 25.0                                        | 24.0                                        | 22.0                                        | 19.5                                        | 23.4                                        |
| Temp. mín. media (°C)                         | 14.0                                        | 14.5                                        | 16.2                                        | 17.9                                        | 19.7                                        | 20.4                                        | 20.9                                        | 20.7                                        | 19.9                                        | 18.9                                        | 16.6                                        | 14.3                                        | 17.8                                        |
| Temp. mín. abs. (°C)                          | 4.0                                         | 7.0                                         | 8.0                                         | 4.0                                         | 10.0                                        | 10.0                                        | 12.0                                        | 12.0                                        | 1.5                                         | 11.0                                        | 1.5                                         | -1.0                                        | -1.0                                        |
| Precipitación total (mm)                      | 48.9                                        | 36.3                                        | 42.2                                        | 52.8                                        | 124.1                                       | 311.5                                       | 542.1                                       | 453.4                                       | 460.9                                       | 201.2                                       | 90.1                                        | 41.0                                        | 2404.5                                      |
| Días de lluvias (≥ 0.1)                       | 7.8                                         | 5.6                                         | 5.9                                         | 5.9                                         | 7.6                                         | 14.7                                        | 21.5                                        | 19.1                                        | 18.2                                        | 10.9                                        | 7.4                                         | 6.3                                         | 61.9                                        |
| Fuente: Servicio Meteorológico Nacional. 2015 |                                             |                                             |                                             |                                             |                                             |                                             |                                             |                                             |                                             |                                             |                                             |                                             |                                             |

## Demografía
De acuerdo con el Censo de Población y Vivienda 2020 del INEGI; la localidad tiene una población de 2993 habitantes, lo que representa el 13.10 % de la población municipal. De los cuales 1396 son hombres y 1597 son mujeres; con una relación de 87.41 hombres por 100 mujeres.
Las personas que hablan alguna lengua indígena, es de 954 personas, alrededor del 31.87 % de la población de la ciudad; se habla principalmente el idioma tepehua con una variante denominada como Tepehua de Huehuetla; y en menor medida  una variante del idioma otomí denominado como otomí de Tenango, que se conoce con el nombre de hñähñu, ñuju, ñoju o yühu. En la ciudad hay 2 personas que se consideran afromexicanos o afrodescendientes, alrededor del 0.07 % de la población de la ciudad.
De acuerdo con datos del censo INEGI 2020, unas 2695 se declaran practicar la religión católica; unas 2152personas declararon profesar una religión protestante o cristiano evangélico; cero personas declararon otra religión; y unas 146 personas que declararon no tener religión o no estar adscritas en alguna.
| Gráfica de evolución demográfica de Huehuetla entre 1900 y 2020                              |
|                                                                                              |
| Población de los censos y conteos del Instituto Nacional de Estadística y Geografía (INEGI). |

## Economía
Tiene un grado de marginación alto y un grado de rezago social bajo.

## Nota
1. ↑  Datos Climáticos de Huehuetla organizados por la estación meteorológica 00013144 (1951-2010).